# Roman Anoshkin
Roman Sergeyevich Anoshkin (Pushkino, 31 de agosto de 1987) é um canoísta de velocidade russo, medalhista olímpico.

## Carreira
Roman Anoshkin representou seu país na Rio 2016 ganhou a medalha de bronze no prova do K1-1000m.